# Липовская, Ольга Геннадьевна
Ольга Геннадьевна Липовская (9 февраля 1954, Кировская область — 24 августа 2021, Санкт-Петербург) — российская журналистка и феминистка, переводчица.

## Биография
С 1989 по 1991 год редактировала самиздат «Женское чтение». С 1992 года возглавляла Санкт-Петербургский центр гендерных проблем. Работала журналисткой и переводчицей. Перевела, в том числе, книги «Манифест Общества полного уничтожения мужчин» Валери Соланас и «Политическая теория феминизма» Валери Брайсон. В 1988—1991 была членом координационного комитета ленинградского отделения Демократического союза.
В последние годы жизни поддерживала различные феминистские проекты, в том числе, проект «ФемИнфотека».
Скончалась 24 августа 2021 года в Санкт-Петербурге.